# Catagramma stratiotes
Catagramma stratiotes är en fjärilsart som beskrevs av Felder 1861. Catagramma stratiotes ingår i släktet Catagramma och familjen praktfjärilar. Inga underarter finns listade i Catalogue of Life.